# Rotilj
Rotilj är en ort i Bosnien och Hercegovina.   Den ligger i entiteten Federationen Bosnien och Hercegovina, i den centrala delen av landet, 26 km väster om huvudstaden Sarajevo. Rotilj ligger 551 meter över havet och antalet invånare är 246.
Terrängen runt Rotilj är kuperad. Runt Rotilj är det ganska tätbefolkat, med 93 invånare per kvadratkilometer.. Närmaste större samhälle är Visoko, 11,6 km nordost om Rotilj. 
I omgivningarna runt Rotilj växer i huvudsak lövfällande lövskog.